# The Pleasure Principle (Janet Jackson)
The Pleasure Principle è un brano della cantautrice statunitense Janet Jackson pubblicato nel 1987 come sesto singolo del suo terzo album, Control.

## Descrizione
Il brano fu l'unico estratto dall'album a non entrare nei primi dieci posti della classifica di Billboard. Venne nominato per un Soul Train Music Award del 1988 come "Miglior singolo femminile".

## Video musicale
Nel video la cantante balla da sola in uno studio. Il videoclip vinse un MTV Video Music Award nel 1988 per la "Miglior coreografia".

## Classifiche
| Classifica (1987)                           | Posizione |
| ------------------------------------------- | --------- |
| Billboard (USA)                             | 14        |
| Dance di Billboard (USA)                    | 1         |
| Rhythm and blues/hip hop di Billboard (USA) | 1         |
| Giappone                                    | 9         |
| Australia                                   | 50        |
| Nuova Zelanda                               | 37        |
| Regno Unito                                 | 24        |
| Irlanda                                     | 23        |
| Paesi Bassi                                 | 15        |
| Belgio                                      | 17        |